# Municipio de Union (condado de Barton, Kansas)
El municipio de Union (en inglés: Union Township) es un municipio ubicado en el condado de Barton en el estado estadounidense de Kansas. En el año 2010 tenía una población de 101 habitantes y una densidad poblacional de 1,08 personas por km².

## Geografía
El municipio de Union se encuentra ubicado en las coordenadas 38°39′31″N 98°45′45″O / 38.65861, -98.76250. Según la Oficina del Censo de los Estados Unidos, el municipio tiene una superficie total de 93.89 km², de la cual 93,62 km² corresponden a tierra firme y (0,28 %) 0,26 km² es agua.

## Demografía
Según el censo de 2010, había 101 personas residiendo en el municipio de Union. La densidad de población era de 1,08 hab./km². De los 101 habitantes, el municipio de Union estaba compuesto por el 98,02 % blancos, el 0,99 % eran afroamericanos y el 0,99 % eran de una mezcla de razas. Del total de la población el 0,99 % eran hispanos o latinos de cualquier raza.